# Gara Arpaș
Gara Arpaș este o stație de cale ferată care deservește comuna Arpașu de Jos, județul Sibiu, România.